# Muttagi, Kalghatgi
Muttagi là một làng thuộc tehsil Kalghatgi, huyện Dharwad, bang Karnataka, Ấn Độ.